# Kaffeeanbauregion Kolumbiens

Das Kaffeeanbaugebiet Eje Cafetero in Zentralkolumbien

Die Kaffeeanbauregion Kolumbiens (landestypisch spanisch Eje Cafetero („Kaffeeachse“), auch Triángulo del Café („Kaffeedreieck“) genannt) befindet sich im Zentrum des kolumbianischen Teils der Andenregion auf einer Höhe zwischen 1200 m ü. NN und 2000 m ü. NN, etwa 200 km westlich von Bogotá, ziemlich exakt zwischen Medellín und Cali. Es ist eine riesige von Kaffeeplantagen durchzogene hügelige, immergrüne Landschaft und setzt sich aus drei Departamentos zusammen: Caldas, Risaralda und Quindío. Hauptstädte sind Manizales, Pereira und Armenia.

## Charakteristik
Hochlandkaffee aus Kolumbien ist zu einem Inbegriff von Qualität weltweit geworden. Ein reiches, rundes Aroma, eine gute Fülle und Spuren von leicht süßlichen Nussaromen, das sind die Eigenschaften, die den hochwertigen, kolumbianischen Arabica-Kaffee auszeichnen. Er gehört zu den wenigen sortenreinen Kaffees, die international verkauft und vermarktet werden. Kaffee aus Kolumbien wird in drei Kategorien eingeteilt, die als Qualitätsmaßstab zu verstehen sind: Supremo, Excelso und Usual Good Quality (USG).

### Geschichte

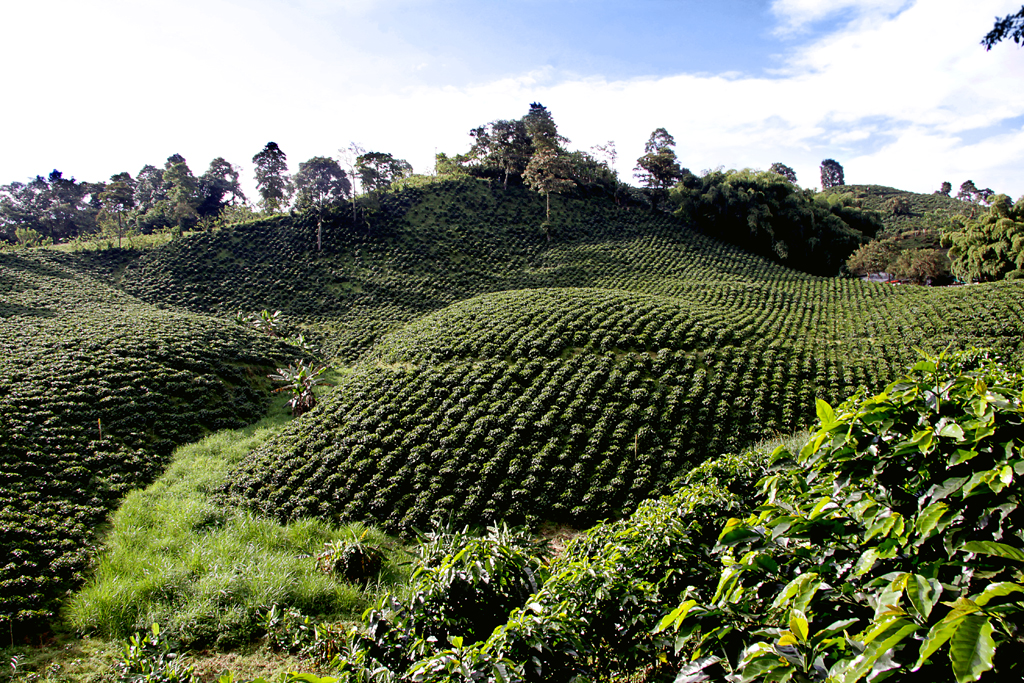
Kaffeeanbau in Kolumbien

Die ersten Kaffeepflanzen kamen 1808 über einen Geistlichen nach Kolumbien, der sie per Schiff von den Französischen Antillen und über Land via Venezuela nach Kolumbien brachte und anpflanzte. Die fruchtbaren Böden und das milde Hochlandklima in Äquatornähe sorgten dafür, dass der Kaffeeanbau in Kolumbien zur Erfolgsgeschichte wurde. So ist Kolumbien weltweit berühmt geworden für seinen Hochland-Kaffee. Mit 12,98 Mio. Sack (779.100 Tonnen) im Kaffeejahr 2016/2017 war das Land drittgrößter Kaffeeexporteur der Welt, nach Brasilien und Vietnam. Kolumbien ist der weltweit größte Produzent von Fairtrade-Kaffee. Die Besonderheit ist, dass der Kaffee hier zwei Mal jährlich geerntet werden kann. Auch hier sind hauptsächlich Kleinbauern für den Anbau von fast ausschließlich Arabica-Bohnen verantwortlich. Die Gesamternte betrug 2016 etwa 810.000 Tonnen. Die erste Ernteperiode dauert von März bis Juni und die zweite von September bis Dezember. Es sind überwiegend Kleinbauern, die fast nur Arabicabohnen in Kolumbien anbauen. Kolumbiens Kaffeeindustrie beschäftigt rund 730.000 Menschen, die meisten davon in den benachteiligten ländlichen Gebieten des Landes.

### Geographie

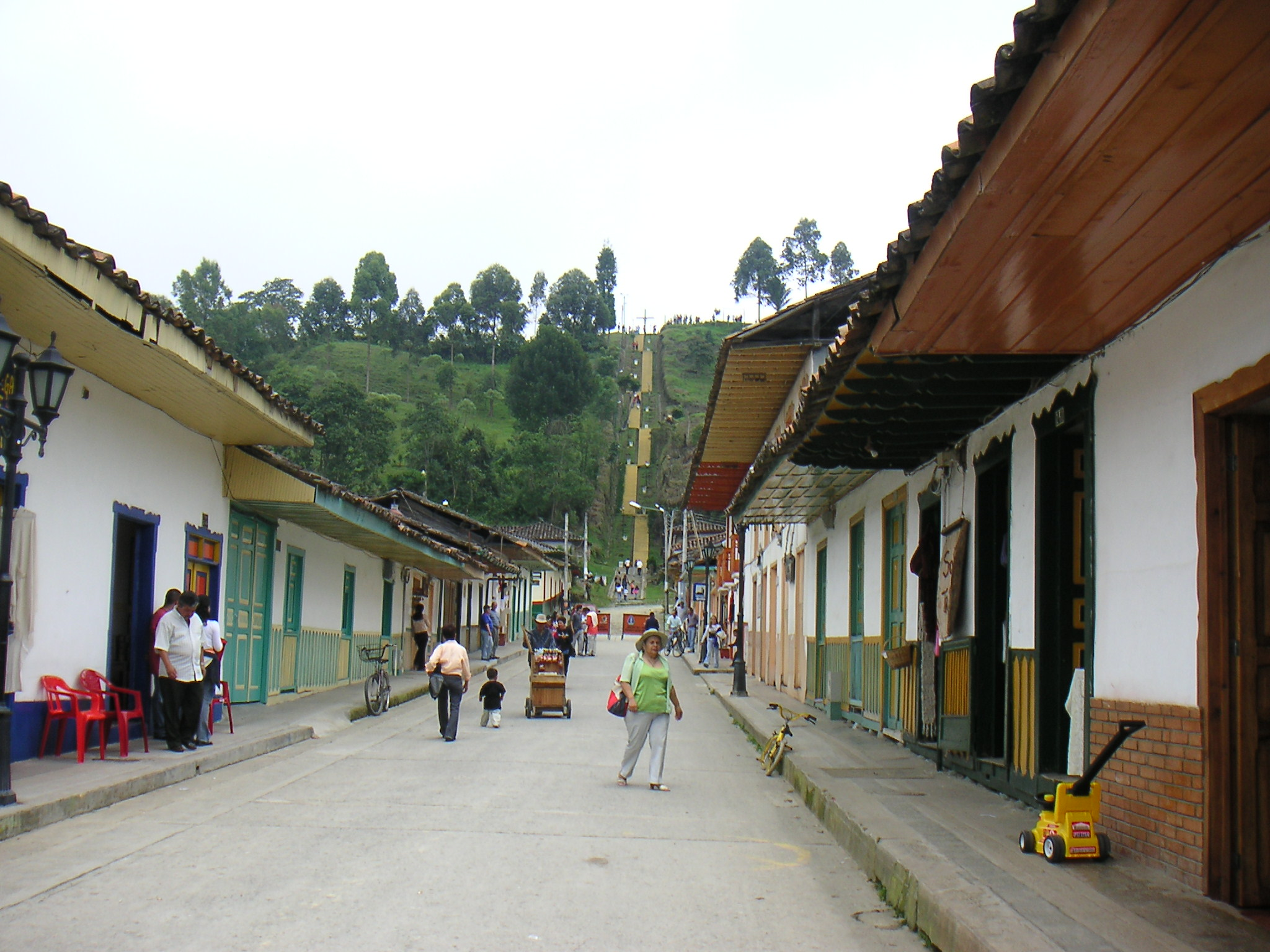
Eine Straße in Salento im Departamento del Quindío

Die Kaffeezone Kolumbiens ist eine der landschaftlich schönsten Regionen des Landes. Hier findet man Hunderte von Plantagen des milden Kaffees. Weltweit ist Kolumbien der größte Erzeuger von Arabica-Bohnen. Arabica gilt als die edelste Bohne und fast alle Spitzenkaffees bestehen aus reinem Arabica. Diese bestechen durch ein insgesamt sehr rundes Aroma mit Spuren von süßlichen Nussaromen. Die feinsten Bohnen stammen dabei aus dem Hochland um die Großstadt Medellín herum. Die Bohnen von dort erzielen beim Verkauf auch die höchsten Preise. Ideal sind genauso die lokalen Gegebenheiten für den Anbau der Arabica-Bohnen, weil eben in den hohen Bergregionen. Beherrscht wird diese Region von üppiger Vegetation, von den äußerst abwechslungsreichen Landschaften der Zentralkordillere der Anden und einer Vielzahl von Kaffee-, als auch Bananenplantagen.

### UNESCO-Weltkulturerbe
Das Kaffeedreieck ist seit 2011 UNESCO-Weltkulturerbe. Nach Ansicht der UNESCO ist hier das Herz von Kolumbien, genauer gesagt im Valle del Cocora, wo auch noch die bis zu 60 Meter hohen Wachspalmen beheimatet sind, die höchsten Palmen der Welt. Das Kaffeedreieck dehnt sich über sechs Landwirtschaftszonen, 18 städtischen Zentren, 47 Gemeinden und vier Großstädte aus.

## UNESCO-Nominierungstext

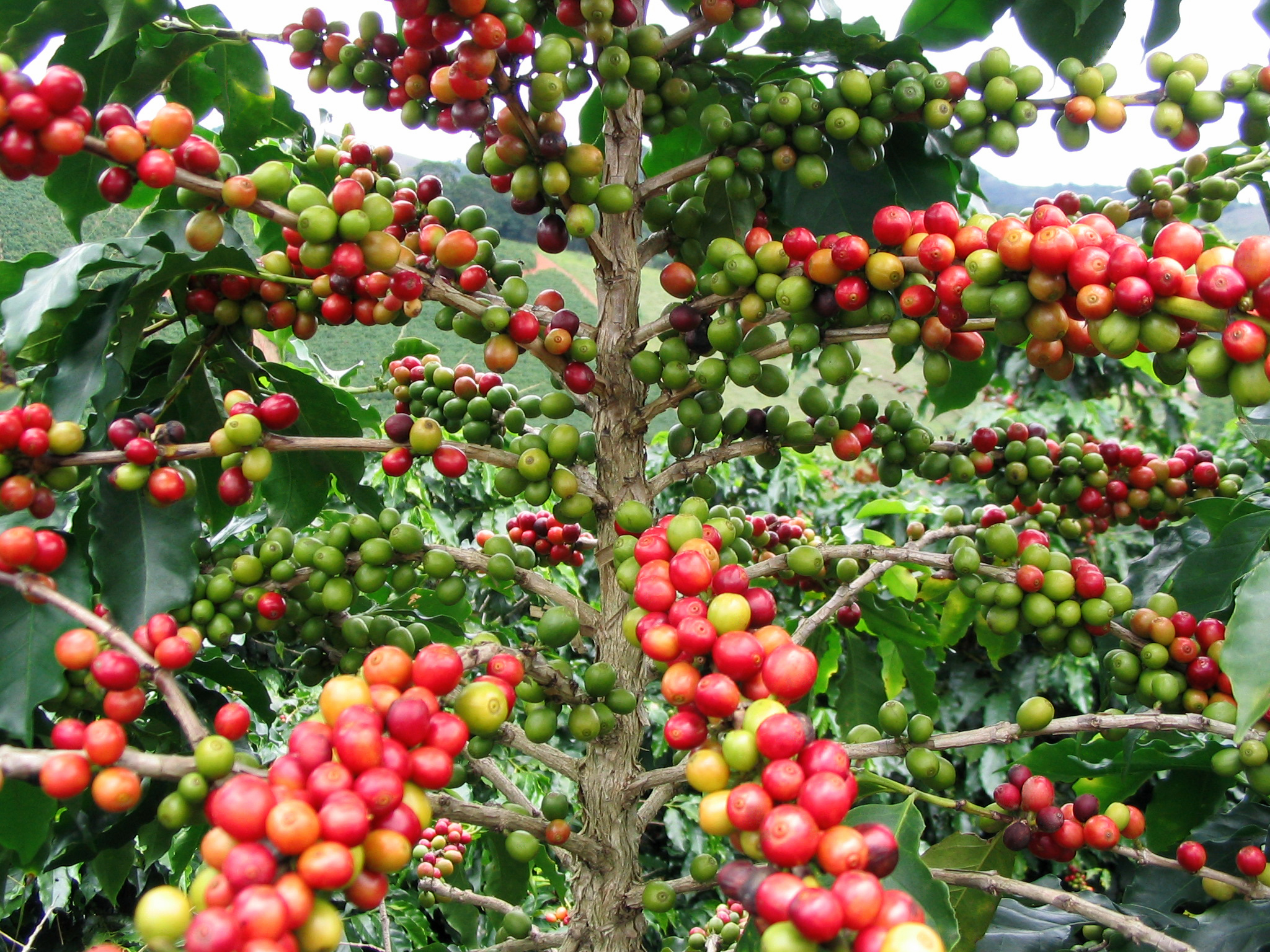
Kaffeestrauch

„Ein außergewöhnliches Beispiel für eine nachhaltige und produktive Kulturlandschaft, die einzigartig und repräsentativ für eine Tradition ist und die ein starkes Symbol für Kaffeeanbaugebiete weltweit ist - umfasst sechs Landwirtschaftszonen, zu denen 18 städtische Zentren an den Ausläufern der westlichen und zentralen Gebirgsketten der Anden im Westen des Landes gehören. Es spiegelt eine hundertjährige Tradition des Kaffeeanbaus im Hochwald, in kleinen Parzellen bewirtschaftet und wie sich die Landwirte den Anbau bei schwierigen Gebirgsbedingungen angepasst haben. Die städtischen Gebiete, die sich vorwiegend auf den relativ flachen Hügeln oberhalb abschüssiger Kaffeefelder befinden, zeichnen sich durch die Architektur der antioquinischen Kolonisation mit spanischem Einfluss aus. Baustoffe waren und bleiben in einigen Gebieten, Strohlehm und Zuckerrohr für die Wände und Tonziegel für die Dächer.“